# Lamme Benenga
Lambertus (Lamme) Benenga (Rotterdam, 17 februari 1886 – Geldrop, 3 augustus 1963) was een Nederlands zwemmer.
Lamme Benenga vertegenwoordigde Nederland eenmaal bij de Olympische Spelen in Londen.
Benenga, lid van zwemvereniging DJK uit Amsterdam-West, kwam in de hoofdstad van Groot-Brittannië uit op het koningsnummer van de zwemsport, de 100 meter vrije slag. Op dat onderdeel werd hij voortijdig (derde serie) uitgeschakeld. Hij was een van de zeven zwemmers, die Nederland vertegenwoordigde bij de vierde Olympische Spelen. De anderen waren Johan Cortlever, Frits Meuring, Piet Ooms, Eduard Meijer, Bartholomeus Roodenburch en zijn broer Bouke Benenga. 
Benenga overleed op 3 augustus 1963 in Geldrop op 77-jarige leeftijd.